# Pacyfikacja wsi Łazy
Pacyfikacja wsi Łazy (też: Pacyfikacja Łaz) – zbrodnia wojenna dokonana na polskiej ludności cywilnej przez okupantów niemieckich w trakcie II wojny światowej 16 lipca 1943 we wsi Łazy w gminie Jerzmanowice-Przeginia w powiecie krakowskim.

## Przebieg pacyfikacji
Rankiem ok. 500-osobowy oddział niemieckiej tajnej policji Gestapo oraz żandarmerii niemieckiej rozpoczął akcję pacyfikacyjną w Łazach. Bezpośrednim powodem działań były informacje, że wieś wspiera partyzantów operujących w okolicznych lasach. Po otoczeniu miejscowości mieszkańców podzielono na dwie grupy: kobiety z dziećmi oraz starców zamknięto w jednej ze stodół, resztę spędzono na plac i rozpoczęto przesłuchania. Mieszkańcy cały dzień leżeli w upalnym słońcu bez jedzenia i picia. Brutalnie torturowano podejrzanych o rzekomą współpracę z partyzantami. 
Niemcy nie znalazłszy żadnych dowodów potwierdzających oskarżenia i zdecydowali o zakończeniu akcji, wieczorem zwolnili resztę mieszkańców.

## Ofiary pacyfikacji
W czasie pacyfikacji śmiertelnie zakatowano czterech mężczyzn. 15 zakładników wywieziono do obozu niemieckiego w Płaszowie, gdzie zginęły dalsze trzy osoby.